# 金翼のガルダ〜南斗五車星前史〜
『金翼のガルダ〜南斗五車星前史〜』（きんよくのガルダ なんとごしゃせいぜんし）は、武論尊・原哲夫（原案）、山口陽史（作画）による日本の漫画。『月刊コミックゼノン』（徳間書店）にて、2013年4月号から8月号まで連載された。
かつて『週刊少年ジャンプ』（集英社）に連載されていた『北斗の拳』のスピンオフ作品。従来のスピンオフ作品がラオウといった同作品の重要人物を主人公として物語が展開されていたのとは対照的に、本作は同作品に一切登場しないオリジナルの人物を主人公としているのが特徴。また、かつて『週刊コミックバンチ』（新潮社）で連載されていた『彷徨の雲 -北斗の拳 ジュウザ外伝-』とは違った切り口から南斗五車星を描いている。

## あらすじ
核戦争で文明も治安も崩壊し、暴力が支配する時代。傷を負った一人の男が叫ぶ。こうなったのは、南斗の将が弱かったからだ、と。
それから月日は流れ、南斗五車星のリハクは五車星の面々を前に、これからは守りに徹するのを止め、自ら動く時が来たと、南斗神鳥拳の使い手ガルダに誓うと宣言する。
リハクの宣言より時は遡り、南斗の将が南斗慈母星の宿星を持つ南斗最後の将だけとなったころ。最後の将を守る南斗五車星を動かした男、ガルダの物語が始まる。

## 登場人物

### 主人公
ガルダ
声 - 小野大輔（LEGENDS ReVIVE）
南斗神鳥拳の使い手。銀髪と銀色の羽飾りが両肩に付いた金色の鎧、先端の尖った爪、そして右目付近を覆う鉄仮面の男。
元々は南斗の人間であったが、核戦争後の暴力の支配する時代で自らが住む南斗の村が滅ぼされ、自らも傷を負った彼はこの悲劇を防げなかった南斗の将を憎み、自らが南斗の将の頂を目指すと決意する。その後は北斗の男である拳王率いる拳王軍に加わるが、あくまでも自らが南斗の将になるための一時的なものに過ぎず、拳王への忠誠心も拳王軍の面々に対する仲間意識は皆無ながら、その技量の高さゆえに拳法の心得や超人的な身体能力の無い末端の雑兵達からは恐れられている。なお、シュレンに対して拳王の恐怖による統治に真の安らぎはないが、この乱世には安穏と暮らし何もしない正義よりも、支配という統治であろうと行動を起こす正義が必要と語る。
南斗の将の中でも最も謎が多く、加えてその力を誇らずただ自らの拠点に篭っているだけの南斗慈母星の将を否定し、力ある自らが南斗の将となるべく拳王軍が手に入れた南斗最後の将の居城の手がかりである、南斗の隠れ里から発見された一見するとただの白紙である地図を手に各地を流離った末、ジュウザとの邂逅を経てついに居城の場所を突き止める。そして、南斗最後の将が治める地へと乗り込んでゆく。
リュウガによると、南斗慈母星を含む南斗六星とは対照的に、知られざる宿星を持つ「亡星の将」であるとのこと。
本作連載後に発表された『パチスロ北斗の拳 転生の章』『パチスロ北斗の拳 強敵』（いずれもサミー）にも登場しているが、髪の色は本作とは異なり金髪となっている。

### 南斗五車星
リハク
南斗五車星の一星「海」の戦士。ガルダに大いに心を動かされ、それまでの五車星の方針を大きく変える。
それより時は遡り、ガルダが南斗最後の将の治める地に攻め込んできたと報告を受けた際には、将の居城にガルダをいかなる手段を用いても近づけてはならぬと厳命し、なおかつフドウも動かすよう命じた。そして、南斗の人間でありながら将を狙うガルダや、自分の知らない流派である南斗神鳥拳に疑問を抱き、南斗の過去の記録を調べた末にとある恐るべきことを知る。
ジュウザ
南斗五車星の一星「雲」の拳士。南斗五車星としての務めに係わらず、無頼の日々を送っていたが、ある日の夜に南斗最後の将の居城を求めて流離っていたガルダと廃墟の町で遭遇。ガルダの不機嫌な様子に気分を害し、高所から小便をかけようとする不埒な真似をするがこれを回避したガルダと拳を交える。戦いは小さいながらもお互いの服を切る互角なものであったが、ガルダの目的を知りながらも的確な助言を残してその場から逃亡した。その直後にガルダはようやく最後の将の居城の場所を突き止めるが、お互いに相手の素性を知らないながらもガルダはジュウザの技量から、これが偶然ではなく必然のものと感じた。
実は拳王軍が入手しガルダの手に渡った南斗最後の将の居所を記した地図を無くした張本人であり、なおかつその責任に加えてガルダとの戦いに加わるようフドウから要請されるが、自分が遭遇したガルダについて教えつつも南斗五車星の勤めを果たすことを断り去っていった。なお、この時点において南斗最後の将の正体を知ってはおらず、最後の将が男だと思っていた。
ヒューイ
南斗五車星の一星「風」の拳士。南斗最後の将が治める地に乗り込んできたガルダに配下の「風の旅団」が打撃を受け、さらなる攻撃を受けようとした瞬間に割って入る。そしてガルダから南斗最後の将の手がかりが拳王軍の手の内に落ちても大丈夫と高をくくる南斗五車星は「バカのドミノ倒しだ」と罵倒され、自ら拳を交えるがガルダの放った輝翔斬に敗れるも「将の配下である悲運を呪え」と殺されることなく去られた。その後、ガルダと戦うシュレンに加勢して前後から挟み撃ちにするが、ガルダが2人の力を利用したトリックによって敗れた。
ガルダとは面識が無かったが、ジュウザと違い南斗五車星の務めを果たしていたためか、ガルダには素性を知られていた。
シュレン
南斗五車星の一星「炎」の拳士。ヒューイに続いてガルダと交戦し、炎を利用した幻影で一度はガルダの虚を突くが、空中戦を真髄とするガルダの前に膝をついた。しかし、加勢したヒューイと共に前後からガルダを挟み撃ちにし、自身の五車炎情拳とヒューイの五車風仁拳で倒そうとするが、自身の炎が生む熱い空気とヒューイの風が生んだ冷たい空気を利用したガルダのトリックによってヒューイ共々彼の位置を錯覚し、自身はヒューイの拳を受けて負傷する。そして直後にヒューイ共々輝翔斬を受けて敗れたがヒューイと同様に殺されることなく去られた。しかし、それでもなおガルダに向けて叫ぶ意地を見せた。
フドウ
南斗五車星の一星「山」の拳士。リハクの要請を受けてガルダが攻め込んだ南斗最後の将の治める地を目指してトラックで移動する途中、遭遇したジュウザに同行を要請するが断られた。

### 南斗の関係者
南斗最後の将 / ユリア
南斗五車星とその配下の軍勢を従える、南斗慈母星の宿星を持つ将。ガルダからはその所業を全否定され、命を狙われている。
ガルダや拳王に正体は知られていないが、その姿は兜と甲冑に身を包んだユリアその人である。
風の旅団
南斗最後の将が治める地域を守る、ヒューイ配下の軍勢。バイクの機動力を生かした突撃が攻撃の主体。単独で侵入してきたガルダに対して手加減せず、集団で突撃を掛けるが鉄扇翔呀で一蹴され、これによってガルダが南斗の人間であると知り想定外の裏切りに衝撃を受けるが、再び鉄扇翔呀を放たれた際にヒューイが現れ命を拾った。
朱の軍団
南斗最後の将が治める地域を守る、シュレン配下の軍勢。リハクに対する、風の旅団を退けたガルダと交戦しているとの報告の中に名前だけ登場する。

### 拳王軍
拳王 / ラオウ
天を握ろうと覇道を進む、北斗神拳の使い手にして拳王軍の頂点に立つ男。「南斗と北斗は表裏一体」という考えからリュウガの進言を退けてガルダを配下に置き続け、謎多き南斗慈母星の将に対しては「自分に従えば共に天を握り、そうでなければ殺して自分が覇者となる」と考えている。
リュウガ
拳王の側近の将にして、「天狼星」の宿星を持つ泰山天狼拳の使い手。拳王にガルダが南斗慈母星の将の居場所を突き止めたとの報をもたらすが、同時にガルダを警戒してこの先拳王を裏切る可能性を進言する。
ウイグル
かつてカサンドラの獄長であった男。彼の手元にあった南斗慈母星の将の居場所に関する手がかりをガルダに渡せとの命を拳王より受けるが、自分への取り次ぎを待つよう言っただけで配下の看守を殺したあげくに彼らごと自分を罵るガルダの横暴な態度に腹を立て、渡した手がかりの一見すると白紙の紙からガルダが謎を解けないと見るや「南斗の名も無き男は所詮役立たず」と罵った。その後、もう一人の北斗の男（ケンシロウ）によってカサンドラが破られたことがガルダの口から語られている。
雑兵
とある村の統治を拳王から任されていた者たち。拳王不在をいいことに村人を縛り付けた的目がけて槍投げを楽しむ無法な遊びに興じ、止めてくれるよう懇願した村の長老も足蹴にしたが、その中の一人が投げた槍が的に刺さる寸前でそこに現れたガルダに奪われ、投げ返された槍に体を貫かれた挙句その槍に飛び乗ったガルダの手刀で頭を切り刻まれた。そして残る面々は相手がガルダと気付き脅えるが時すでに遅く、南斗慈母星の将の居場所を見つけられずに苛立ちを抱えていたガルダから八つ当たりも同然に皆殺しにされた。

### その他
もう一人の北斗の男 / ケンシロウ
北斗神拳の伝承者。劇中で名前は出ないが、ガルダは彼がカサンドラを破ったことを知っており、リュウガもガルダや南斗慈母星の将によって世が動くならば、彼がどのような動きをするのか注目している。

## 書誌情報
- 武論尊・原哲夫（原案） / 山口陽史（作画） 『金翼のガルダ〜南斗五車星前史〜』 徳間書店〈ゼノンコミックス〉、2013年9月20日発売、ISBN 978-4-19-980164-8